# 赛力乡
赛力乡，是中华人民共和国新疆维吾尔自治区喀什地区泽普县下辖的一个乡镇级行政单位。

## 行政区划
赛力乡下辖以下地区：
蒙鲁克村、阔孜玛勒村、希塔其村、塔勒巴格村、古勒巴格村、英巴格村、塞力村、恰木古其村、尤喀尔克乌鲁克艾热克村、色日库拉克村、荒地村、乌鲁克艾日克村、巴扎村和赛力园艺村。